# Hill GH1
O Hill GH1 foi o modelo da Embassy Hill da temporada de 1975 da Fórmula 1. Foi guiado por Rolf Stommelen, François Migault, Graham Hill, Tony Brise, Vern Schuppan e Alan Jones.